# Saint-Pierre-le-Chastel
 Saint-Pierre-le-Chastel  es una población y comuna francesa, situada en la región de Auvernia, departamento de Puy-de-Dôme, en el distrito de Riom y cantón de Pontgibaud.

## Demografía
| 417 | 354 | 339 | 310 | 326 | 320 |
| Para los censos de 1962 a 1999 la población legal corresponde a la población sin duplicidades (Fuente: INSEE [Consultar]) |     |     |     |     |     |